# Cercopis catella
Cercopis catella är en insektsart som först beskrevs av Jacobi 1908.  Cercopis catella ingår i släktet Cercopis och familjen spottstritar. Inga underarter finns listade i Catalogue of Life.